# 오븐미디어엔진

오븐미디어엔진 (OvenMediaEngine, OME)은 아이렌소프트 (AirenSoft Co. Ltd.)가 2018년 12월에 깃허브를 통해 오픈 소스 소프트웨어로 공개한 저지연 스트리밍 서버 (Open-Source Low-Latency Streaming Server with Large-Scale and High-Definition)이다. 주요 프로그래밍 언어는 C++를 사용했으며, 첫번째 업데이트는 2019년 5월 23일에 되었다.
오븐미디어엔진은 2018년 10월 SRT Alliance에 가입하였고,  2022년에는 Good Software Level 1 (ISO/IEC 25023, 25041, 25051) 인증과 대한민국 국무총리상 (대한민국 소프트웨어대상)과 과학기술정보통신부장관상 (신소프트웨어상품대상)을 수상했다.

## 용법
오븐미디어엔진은 시스템, 네트워크 및 브라우저 환경에 따라 초저지연 스트리밍 (1초 미만의 지연 시간)을 위해 WebRTC를 사용하고, 저지연 스트리밍 (3초 미만의 지연 시간)을 위해 Low Latency HLS (HLS version 7+, LL-HLS)를 사용한다. 저지연 스트리밍을 전송할 수 없는 경우 오븐미디어엔진은 HTTP Live Streaming (HLS version 3) 같은 레거시 프로토콜을 사용하는 일반 스트리밍도 지원한다.
오븐미디어엔진은 오픈 브로드캐스터 소프트웨어 (Open Broadcaster Software, OBS),  비디오 카메라, 웹캠을 사용할 수 있는 웹 브라우저와 같은 일반적으로 사용되는 스트림 도구에서 WebRTC, SRT , RTMP , RTSP 및 MPEG2-TS 프로토콜을 통해 미디어 소스를 수집한다. 이후 수집된 미디어 소스를 WebRTC, LL-HLS, HLS를 활용해 시청자에게 스트리밍할 수 있도록 내장 된 라이브 트랜스코더로 인코딩한다.

## 주요 업데이트 역사
- 2025년 1월, 추가 서버 리소스 없이 WebRTC (WHIP Ingress)를 ABR로 사용할 수 있는 Simulcast 지원을 발표했다.
- 2025년 1월, SRT로 라이브 스트리밍을 할 수 있도록 SRT Publisher (Egress) 지원을 발표했다.
- 2024년 6월, TS 컨테이너 기반의 Legacy HLS (버전 3+) 재지원과 <AccessControl>에 대한 X-Forwarded-For 및 X-Real-IP에 대한 지원을 발표했다.
- 2024년 1월, Multiplex Provider 지원을 발표했다.
- 2023년 12월, <TranscodeWebhook> 지원을 발표했다.
- 2023년 11월, Scheduled Channel (Pre-recorded Live) 기능을 발표했다.
- 2023년 9월, LL-HLS에 적용 가능한 디지털 권리 관리 (DRM) 지원을 발표했다.
- 2023년 7월, SRT-push Publisher 지원을 발표했다.
- 2023년 5월, SRT Provider와 LL-HLS Publisher에 대한 고효율 비디오 코딩 (HEVC) 지원을 발표했다.
- 2023년 4월, Docker에서 쉽게 설치할 수 있는 Launcher를 공개했다.
  - Streaming Media Magazine 리뷰 (2024년 7월): OME Docker Launcher를 사용한 손쉬운 오븐미디어엔진 설치 및 사용 리뷰[7]
- 2023년 3월, LL-HLS Multilingual Audio 및 Conditional Encoding 기능을 발표했다.
- 2023년 2월, WebRTC-HTTP Ingestion Protocol (WHIP) 및 IPv6 주소 지원을 발표했다.
- 2023년 1월, 향상된 WebRTC Provider 지원을 발표했다.
- 2022년 12월, LL-HLS에 적용 가능한 디지털 비디오 레코더 (DVR) 지원을 발표했다.
- 2022년 9월, VoD 서비스를 위한 LLHLS Dump 기능을 발표했다.
- 2022년 5월, Low-Latency HLS (LL-HLS) 아웃풋 및 LL-HLS에 적용 가능한 적응형 비트레이트 스트리밍 (ABR) 지원을 발표했다.
- 2022년 2월, 오픈 소스 라이선스를 GPLv3에서 AGPLv3로 변경했음을 발표했다.
- 2022년 1월, WebRTC에 적용 가능한 적응형 비트레이트 스트리밍 (ABR) 지원을 발표했다.

## 라이선스
오븐미디어엔진은 2022년 2월 16일부터 현재까지 GNU Affero General Public License 버전 3 (AGPLv3)를 따르고 있다.
- 2022년 2월 16일, 오븐미디어엔진이 0.13.0 버전으로 업데이트 되면서 GNU Affero General Public License 버전 3 (AGPLv3)를 따르도록 라이선스가 변경되었다.
- 2021년 8월 25일, 오븐미디어엔진이 0.12.2 버전으로 업데이트 되면서 GNU General Public License 버전 3 (GPLv3)를 따르도록 라이선스가 변경되었다.
- 2015년 5월 23일, 오븐미디어엔진이 처음 오픈 소스로 출시되었을 때 GNU General Public License 버전 2 (GPLv2)를 따르도록 라이선스가 부여되었다.

## GS 1등급 인증
2022년 7월 18일, 오븐미디어엔진은 소프트웨어 진흥법 제20조 제3항, 같은 법 시행규칙 제6조1항에 따라 한국정보통신기술협회로부터 소프트웨어품질 1등급 (Good Software Level 1)을 인증받았다.

## 수상
2022년 12월 6일, 오븐미디어엔진은 제23회 소프트웨어산업의 날 행사에서 '대한민국 소프트웨어대상' 부문 대한민국 국무총리상을 수상했다.
2022년 9월 19일, 오븐미디어엔진은 신소프트웨어상품대상 '멀티미디어&서비스SW' 부문 대한민국 과학기술정보통신부장관상을 수상했다.

## 같이 보기
- Comparison of streaming media software
- Wowza Streaming Engine
- Red5 Media Server
- Nimble Streamer
- Gstreamer